# Вольно-Хуторская волость
Вольно-Хуторская волость — административно-территориальная единица Верхнеднепровского уезда Екатеринославской губернии.
По состоянию на 1886 год состояла из 3 поселений, одной сельской общины. Население 2497 человек (1273 мужского пола и 1224 женского), 414 дворовых хозяйств.
| Собственность  | Площадь (в т. ч. пахотной) |
| -------------- | -------------------------- |
| Сельских общин | 5412 (3773)                |
| Частная        | —                          |
| Другая         | 64 (17)                    |
| Всего          | 5476 (3790)                |

Самое большое поселение:
- Вольные Хутора — село над рекой Самоткань в 25 верстах от уездного города, 2412 человек, 402 двора, православная церковь, школа, 3 лавки, 2 ярмарки в год.